# Rio Caima
O Caima é um rio português que nasce na Serra da Freita, na freguesia de Albergaria da Serra, a uma altitude de cerca de mil metros. Pouco depois da sua nascente, este forma uma queda de água com mais de sessenta metros de altura, que dá pelo nome de Frecha da Mizarela. No seu percurso, passa por Vale de Cambra, atravessa as freguesias de Oliveira de Azeméis e Albergaria-a-Velha, indo desaguar na margem direita do Vouga, junto da povoação da Sernada do Vouga.

## Barragens
- Barragem Duarte Pacheco
- Mini-Hídrica do Palhal

1. ↑  https://granderota.riadeaveiro.pt/pois/rio-caima/